# Teaninich
Teaninich est une distillerie de whisky située à Alness dans les Highlands en Écosse.